# Sant'Andrea delle Fratte (Perugia)
Sant'Andrea delle Fratte è una frazione di 888 abitanti, del comune di Perugia.

## Storia
Le sue origini sono piuttosto antiche, dal momento che in epoca medievale fu edificato un castello oggi scomparso. Per secoli rimase un territorio a vocazione essenzialmente agricola, ma negli ultimi decenni ha conosciuto uno sviluppo economico impetuoso che ne ha trasformato radicalmente la sua natura. Oggi è sede di una vasta area industriale e commerciale, inoltre nelle vicinanze è sorto l'Ospedale Regionale di Santa Maria della Misericordia. Da segnalare la presenza di un'antica chiesa parrocchiale.